# Villabé A6
Villabé A6 est un centre commercial situé sur la commune française de Villabé dans le département de l'Essonne, en bordure de l'autoroute A6 (d'où le nom du centre commercial).

## Historique
Le centre a été inauguré en 1992. Son installation à Villabé faisait partie d'un projet urbain plus global, conduit avec la municipalité de Villabé à la fin des années 1980. Ce projet comprenait notamment l'aménagement d'une zone pavillonnaire (du côté de Villabé) appelée ZAC des Demoiselles.
Villabé A6 a été un moment concurrent du centre commercial d'Évry 2. Mais le rachat de l'enseigne Euromarché (qui était l'hypermarché d'Évry 2) par le groupe Carrefour a entraîné un statu quo du fait de la présence de deux hypermarchés de la même enseigne dans ces deux centres commerciaux.

## Présentation
Le centre commercial est situé dans la partie très faiblement urbanisée de la commune de Villabé, dans la plaine dite des Brateaux. L'autoroute A6 le sépare du village.
Sa zone de chalandise est composée des communes suivantes : Lisses, Corbeil-Essonnes, Mennecy, Ormoy, Écharcon, Le Coudray-Montceaux, Fontenay-le-Vicomte et des communes rurales au sud de Mennecy.

### Magasins
Le centre commercial comporte 47 boutiques, dont principalement :
- un hypermarché Carrefour d'environ 13 000 m2 ;
- des magasins de vêtements et accessoires ;
- une pharmacie ;
- des opticiens ;
- une chocolaterie;
- des salons de coiffure ;
- deux parfumeries.

Et, à l'extérieur de la galerie commerciale : 
- une boutique de réparation automobile ;
- une boutique d'alimentaire surgelé ;
- des enseignes de hard-discount ou de déstockage

### Transports
Plusieurs lignes de bus desservent le centre :
- la ligne 409 du réseau de bus Évry Centre Essonne, qui relie Fleury-Mérogis (ZAC de la Croix Blanche) au centre commercial Villabé A6 ;
- la ligne 415 du même réseau, qui relie la gare de Villabé à la gare d'Évry - Courcouronnes ;
- la ligne 304 du même réseau, qui relie le centre commercial IKEA de Lisses à la gare de Corbeil-Essonnes ;
- la ligne 4334 du réseau de bus Essonne Sud Est.

Les lignes 415, 304 et 4334 donnent accès en cinq minutes à la gare de Villabé, desservie par la ligne D du RER.
L'autoroute A6 (Autoroute du soleil) donne accès directement au centre commercial (sortie 9 Villabé / Lisses).